# Свјетско друмско првенство UCI 1921.
Свјетско друмско првенство UCI 1921, одржано је 4. августа 1921. у Копенхагену, Данска и то је било прво Свјетско првенство у друмском бициклизму у организацији Свјетске бициклистичке уније. Вожена је само једна категорија — Друмска трка за аматере.
Рута је била 190 km, док је циљ био у Глострупу. Златну медаљу освојио је Швеђанин Гунар Скелд, пет минута испред Данца Вилијума Нилсена, док је бронзану медаљу освојио Британац Чарлс Дови.

## Дисциплине
| Дисциплина              | Злато                 | Злато       | Сребро                  | Сребро   | Бронза                        | Бронза   |
| Мушкарци                |                       |             |                         |          |                               |          |
| Друмска трка за аматере | Гунар Скелд · Шведска | 6 h 18' 17" | Вилијум Нилсен · Данска | + 4' 53" | Чарлс Дови · Велика Британија | + 5' 28" |

Шведска је побиједила у класификацији држава (укупно вријеме прве четворице возача сваке државе), испред Француске и Италије.

## Табела медаља
| Ранг   | Држава           | Злато | Сребро | Бронза | Укупно |
| 1      | Шведска          | 1     | 0      | 0      | 1      |
| 2      | Данска           | 0     | 1      | 0      | 1      |
| 3      | Велика Британија | 0     | 0      | 1      | 1      |
| Укупно | 3 државе         | 1     | 1      | 1      | 3      |

## Резултати
Трку, у укупној дужини од 190 km, завршило је свих 17 учесника.
| Позиција | Возач                      | Држава           | Вријеме      |
| -------- | -------------------------- | ---------------- | ------------ |
| 1        | Гунар Скелд                | Шведска          | 6 h 18' 17"  |
| 2        | Вилијум Нилсен             | Данска           | + 4' 53"     |
| 3        | Чарлс Дови                 | Велика Британија | + 5' 28"     |
| 4        | Фернанд Кантелуб           | Француска        | + 9' 52"     |
| 5        | Рагнар Малм                | Шведска          | + 11' 07"    |
| 6        | Марсел Иот                 | Француска        | + 11' 43"    |
| 7        | Фредерик Арензборг Клаусен | Данска           | + 17' 56"    |
| 8        | Алгот Персон               | Шведска          | + 20' 59"    |
| 9        | Marcel Gobillot            | Француска        | + 21' 00"    |
| 10       | Хенрик Морен               | Шведска          | + 22' 58"    |
| 11       | Орла Ларсен                | Данска           | + 26' 00"    |
| 12       | Дејвид Марш                | Велика Британија | + 27' 31"    |
| 13       | Џек Роситер                | Велика Британија | + 29' 12"    |
| 14       | Анри Жорж                  | Белгија          | + 37' 31"    |
| 15       | Албер Канту                | Француска        | + 48' 34"    |
| 16       | Едмунд Хансен              | Данска           | + 56' 40"    |
| 17       | Арие Кригсман              | (P-B)            | + 1h 17' 04" |